# Contracorriente (pel·lícula de 2009)
Contracorriente és una pel·lícula peruana dirigida per Javier Fuentes-León estrenada en 2010. Aquest drama romàntic és protagonitzada per Cristian Mercado i Manolo Cardona. Per a la seva distribució internacional es va usar el títol anglès Undertow (contracorrent). La pel·lícula va ser seleccionada pel Consell Nacional de Cinematografia per a representar al Perú als premis Oscar de 2010 en la categoria de millor pel·lícula de parla no anglesa, encara que no va ser triada entre les finalistes.

## Argument
L'acció transcorre en un afable poble pesquer on tots es coneixen. Miguel, un jove i varonil pescador amb una esposa a punt de donar a llum un fill seu, viu la quotidianitat dels pobladors d'aquests paratges entre llargues jornades de pesca, amics, cerveses i la vida casolana. Però Miguel està immers en un doble joc, un triangle amorós secret, perquè té com a amant a un foraster, Santiago, un pintor i homosexual assumit, que veu frustrat el seu afany de tenir plenament Miguel per si. El pescador es debat en un conflicte d'identitats, doblegat a aquesta frenètica passió que sent per Santiago on l'amor s'entrellaça amb el desig.
Després d'un disgust amb el seu amant, Santiago mor ofegat en la mar. El fet és descobert després de la seva inexplicable absència i de sobte arriba una fascinant brisa de realisme màgic: el difunt es presenta a Miguel com si estigués viu i només ell pot veure-ho i escoltar-ho, però després descobreix el cadàver i l'ancora a les roques del fons de la mar, per a així continuar gaudint de Santiago.
El drama emergeix quan altres pescadors descobreixen el cos del pintor. La mare i la germana, sabedores de l'homosexualitat del fill i germà, arriben per a emportar-se el cadàver però acaben acceptant que aquest sigui llançat a la mar, a la vella usança dels pobladors. Llavors, en un moment d'amor i dignitat suprema, de despullar la seva passió secreta davant tots, Miguel carrega el cadàver del seu estimat cap a la mar i allí es dona l'emotiu comiat final.

## Repartiment
- Cristian Mercado com Miguel Salas.
- Tatiana Astengo com Mariela.
- Manolo Cardona com Santiago La Rosa.
- Attilia Boschetti com Sra. La Rosa
- José Chacaltana com Héctor.
- María Edelmira Palomino com Doña Flor.
- Julio Humberto Cavero com Padre Juan.
- Haydeé Cáceres com Trinidad.
- Emilram Cossío com Pato.
- Cindy Díaz com Isaura.
- Juan Pablo Olivos com Tano.
- Christian Fernández com Jacinto.
- Mónica Rossi com Ana.
- Germán González com Dr. Fernández
- Liliana Alegría com Carlata.

## Recepció crítica
Contracorriente va rebre elogi universal dels crítics. Rotten Tomatoes va reportar que el 88% dels crítics van lliurar a Contracorriente una crítica positiva basada en 32 ressenyes, amb un qualificació fa una mitjana de 7.3/10. En Metacritic, que assigna una qualificació ponderada sobre 100 a les ressenyes dels crítics del corrent principal, la pel·lícula va rebre una aprovació de 76, basada en 13 ressenyes, que indica «aclamació universal».
David Wiegand de San Francisco Chronicle va lliurar a Contracorriente 4 estrelles, i va escriure: «Els assoliments d'aquesta petita pel·lícula són moltes, però no menys important és la seva capacitat per a assumir una història humana i l'emmarca com una paràbola, sense perdre un àpex de credibilitat o l'amor irresistible.» Allan Hunter de Daily Express va lliurar 4 sobre 5, escrivint: «L'argument és petit, però realment es desenvolupa en una commovedora i tranquil·la història d'amor.» Ernest Hardy de Village Voice va dir en una ressenya positiva: «Ambientada en un petit i pintoresc poble pesquer peruà, menys que una simple història de sortir de l'armari, és una història d'amor d'autodeclaració infós amb realisme màgic.» David Edwards de Daily Mirror lliurant quatre estrelles sobre cinc, va escriure: «Amb el seu escenari idíl·lic, un gir inesperat metafísic intel·ligent i un missatge transmès amb subtilesa, és un plor garantit per a omplir els teixits.» René Rodríguez de Miami Holder, lliurant 3 estrelles sobre 4, va escriure que «des de l'inici de Contracorriente, l'escriptor i director Javier Fuentes-León es nega a reduir a qualsevol dels seus personatges als clixés, que lliuren a la seva pel·lícula un poder fresc i captivador.»

## Premis
| Any                                                          | Categoria                                 | Nominat/s           | Resultat  |
| ------------------------------------------------------------ | ----------------------------------------- | ------------------- | --------- |
| 2011 Festival de Cinema Gai i Lèsbic Pink Apple              | Premi del Públic                          | Javier Fuentes-León | Guanyador |
| 2010 Festival Internacional de Cinema de Sant Sebastià       | Premi Sebastiane                          | Javier Fuentes-León | Guanyador |
| 2010 Festival de Cinema de Sundance                          | World Cinema Audience Award               | Javier Fuentes-León | Guanyador |
| 2010 Festival de Cinema de Sundance                          | Gran Premi del Jurat                      | Javier Fuentes-León | Guanyador |
| 2010 Festival Internacional de Cinema de Cartagena de Indias | Premi del Públic                          | Javier Fuentes-León | Guanyador |
| 2010 Festival Internacional de Cinema de Miami               | Premi del Públic                          | Javier Fuentes-León | Guanyador |
| 2010 Festival Internacional de Cinema de Mont-real           | Premi del Públic                          | Javier Fuentes-León | Guanyador |
| 2010 Chicago Llatí Film Festival                             | Premi del Públic                          | Javier Fuentes-León | Guanyador |
| 2010 Festival Internacional de Provincetown                  | Premi del Público                         | Javier Fuentes-León | Guanyador |
| 2010 ArtFilmFest                                             | Millor Pel·lícula                         | Javier Fuentes-León | Guanyador |
| 2010 Festival Frameline                                      | Millor Òpera Prima                        | Javier Fuentes-León | Guanyador |
| 2010 Festival de Cinema Llatinoamericà d'Utrecht             | Latin Angel Youth Award                   | Javier Fuentes-León | Guanyador |
| 2010 Madrid: X Setmana de Cinema Iberoamericà                | Millor Llargmetratge                      | Javier Fuentes-León | Guanyador |
| 2010 Festival Internacional de Galway                        | Premi del Públic a la Millor Òpera preval | Javier Fuentes-León | Guanyador |
| 2010 Festival OutFest                                        | Special Prize for Artistic Achievement    | Javier Fuentes-León | Guanyador |
| 2010 Festival de Lima                                        | Primer Premi de Público                   | Javier Fuentes-León | Guanyador |
| 2010 Premis Macondo                                          | Millor Actor de Repartiment               | Manolo Cardona      | Guanyador |